# Elisso Bolkvadze
Elisso Bolkvadze (née à Tbilissi) est une pianiste classique géorgienne née en 1967. Depuis le 4 mars 2025, elle occupe le poste de ministre de la Culture de la République autonome d’Adjarie.

## Parcours
Née dans une famille de longue tradition littéraire, son père Zaur Bolkvadze était écrivain et poète. Elle révèle très précocement un talent exceptionnel pour la musique, puisqu'elle a été admise à l'âge de quatre ans à l'École des Prodiges de Tbilissi, capitale de la Géorgie. À sept ans, elle donne son premier concert avec l'Orchestre National de Géorgie. Elle étudie ensuite au Conservatoire d'État de Tbilissi avec le professeur T. Amiredjibi et suit parallèlement des masterclasses avec Tatiana Nikolaeva à Moscou.
En 1995, elle commence à travailler sous la direction du professeur et compositeur Michel Sogny en France et en Autriche, ce qui a considérablement influencé son développement musical et artistique. Elle a été la première bénéficiaire de la Fondation SOS Talents dont aujourd'hui elle est membre du directoire.
Elle enregistre pour le label Sony un large répertoire pour piano et orchestre de Ludwig van Beethoven, Tchaïkovski, Rachmaninov, Saint-Saëns et Liszt sous la direction de Djansug Kakhidze.
Elisso Bolkvadze a également enregistré chez Cascavelle (Réf. Cascavelle : VEL 3129 / Distribution Abeille Musique) un récital live au Festival Michel Sogny donné au Château de Coppet en août 2007, sur un répertoire d'œuvre de Beethoven, Mozart, Ravel & Michel Sogny.
Elisso Bolkvadze se produit à travers le monde dans des salles prestigieuses : Herkulesaal (Munich), Teatro Manzoni (Milan), Kennedy Center (Washington), Pasadena Auditorium (Californie), Schubert Saal (Vienne), Orchestra Halle (Chicago), Orange Cownty (Costa Messa), Broward Center (Miami Beach), Philharmonic Hall (Saint-Pétersbourg), Congress Hall (Innsbruck), la Salle Gaveau et le Théâtre des Champs-Élysées (Paris).
Elle a joué sous la direction de Petr Altrichter, Lior Shambadal, William Kirchke, Michel Tabachnik, Kiri Taki, Stanislaw Skrowaczewski, Djansug Kakhidze, Laurent Petitgirard, Saulius Sondeckis en compagnie des orchestres de Saint-Pétersbourg, Prague Symphony Orchestra, l'Orchestre du Gewandhaus de Leipzig, l'orchestre de la Fondation Gulbenkian, l'Orchestre Philharmonique de Radio France, le Santa Fe Symphony Orchestra and Chorus, le Dallas Symphony Orchestra, le Georgia National Symphony Orchestra, The Dublin Symphony Orchestra, et le Innsbruck Symphony Orchestra.
En 2013, elle crée la Fondation Lyra pour le soutien des enfants prodiges de Géorgie et prend la direction artistique du Batumi Music Fest, festival International de musique à Batoumi, Géorgie
Le 22 janvier 2015, elle est nommée Artiste pour la paix de l'UNESCO par Irina Bokova, Directrice Générale de l'UNESCO.
Le 7 octobre 2015,  elle reçoit les insignes de chevalier des Arts et des Lettres pour son engagement personnel dans les échanges culturels entre la France et la Géorgie.
Le 21 septembre 2018, elle est décorée par le président de la République de Géorgie Guiorgui Margvelachvili des insignes de l'honneur, en présence de l'Ambassadeur de France en Géorgie S.E. Monsieur Pascal Meunier,.

## Discographie
- Prokofiev, Piano Sonata No.2 / Schubert, Impromptus D 899. Audite, 2015
- Récital au Festival Michel Sogny (Œuvres de Beethoven, Mozart, Ravel & Michel Sogny). Cascavelle, VEL 3129, Distribution Abeille Musique, 2007
- Camille Saint-Saëns, Piano Concerto Nº 2 / Fantasies, Liszt / Rhapsodie, Rachmaninov. Cascavelle, 2010

## Distinctions
Elle est lauréate de nombreux prix internationaux :
- Bach International Competition à Leipzig ;
- Vianna Da Motta à Lisbonne ;
- Concours international de piano Van-Cliburn aux États-Unis ;
- Marguerite Long à Paris ;
- Axa Dublin International Piano Competition à Dublin.
- Médaille d'Honneur du Gouvernement Géorgien en 1993.
- Chevalière de l'ordre des Arts et des Lettres (2015)